# RL Grime
Henry Alfred Steinway, plus connu sous son nom de scène RL Grime (anciennement Clockwork), né le 8 février 1991 à Los Angeles, est un producteur de musique électronique et DJ américain.  
Son style est proche de la bass music et de la trap. Il est membre du collectif de musique électronique de Los Angeles WeDidIt,,. 
Il collabore et produit des remixes pour des artistes de renom : Benny Benassi, Chief Keef, Jamie Lidell ou encore Shlohmo . Depuis 2018, son deuxième album Studio Nova propose un style grand public avec des collaborations pop.  

## Biographie
Henry Steinway naît le 8 février 1991 et grandit à Los Angeles, en Californie. Il fréquente l'école Windward à Mar Vista. En 2009, il intègre l'université du Nord-Est de Boston, Massachusetts, avec une spécialisation en industrie musicale. En 2010, après sa première année, il change de structure et intègre l'Université de New York, toujours spécialité musique. En 2012, il retourne à Los Angeles.

### Carrière

#### Début de carrière
En 2011, RL Grime rejoint le collectif WeDidIt avec ses collègues producteurs originaires de Los Angeles, Shlohmo, Groundislava et D33J. En avril 2012, il sort son premier album sur le label WeDidIt, Grapes, un EP, composé de quatre titres originaux et de remix de Shlohmo, Salva et LOL Boys. 
En juin 2012, RL Grime fait équipe avec le producteur Salva pour un remix de Mercy de Kanye West qui va recueillir rapidement plus de huit millions d'écoutes sur SoundCloud. Le titre sera jugé par le média The Fader comme « juste énorme, comme si la grêle et les vagues de tsunami étaient les deux sous-produits de la basse. » En décembre 2012, RL Grime remix le titre Satisfaction de Benny Benassi, et se classe dans le top cinq du palmarès Electro House de Beatport. 
En octobre 2012, RL Grime sort son premier Halloween Mix. Ce concept de mix comprenant des chansons originales, des remix de titres populaires, ainsi que des apparitions vocales de célébrités va connaitre le succès en ligne. Le concept sera reproduit jusqu'à aujourd'hui. Chaque mix inclut des interventions de célébrités telles que Tony Hawk, Pharrell Williams, Hannibal Buress, Shaquille O'Neal, Guy Fieri et l'auteur RL Stine, dont le nom RL Grime dérive. 

#### Succès et premier album
En juillet 2013, RL Grime sort High Beam sur Fool's Gold Records, un EP de cinq titres mettant en avant le producteur Salva et le rappeur de Los Angeles, Problem. Le projet est numéro 1 du classement des musiques électroniques d'ITunes, et numéro 8 sur le Danse / Albums électroniques du Billboard. 
RL Grime collabore avec le producteur Baauer. Les deux artistes ont un style similaire et vont créer ensemble le morceau Infinite Daps, sorti en novembre 2013. Ils tournent ensemble en juillet et août 2013, avec Ryan Hemsworth et Jim-E Stack. La même année, Rl Grime remix le titre Love Sosa du rappeur Chief Keef. Ce remix lui permet d'accéder au grand public[pourquoi ?].  
Son premier album studio, Void, sort le 14 novembre 2014. Il comprend des apparitions de Big Sean et Boys Noize, entre autres. 

#### Deuxième album et nouvelle direction artistique
Le 30 mai 2017, RL Grime annonce la sortie de son deuxième album studio, Nova. L'album est publié le 27 juillet 2018 sur WeDidIt Records. Il présente des collaborations avec Miguel, Julia Michaels, Chief Keef, Ty Dolla Sign, 24HRS et Joji .  
Le premier single de l'album, I Wanna Know, sort le 16 mars 2018, suivi par Undo le 13 juin 2018,, et Pressure le 11 juillet 2018. Sur le concept de l'album, Henry déclare :  
Le dernier single de l'album, Light Me Up intègre les voix de Miguel et Julia Michaels. Il sort le 25 juillet 2018. Initialement ce titre est une démo inutilisée de Jack Ü. RL Grime décide de déconstruire la démo et de faire recouper les voix de Miguel et Michaels, pour donner un côté « ambiance estivale ». 

## Discographie

### Albums
- Void (2014, WeDidIt)
- Nova (2018, WeDidIt)
- Play (2023)

### EP
- Ayoo / Think (2011, DirtyNitrus) (comme Clockwork)
- Clipz (2011)
- Squad Up (2012, Dim Mak) (comme Clockwork)
- Raisins (2012, WeDidIt)
- Titan (2012, Mad Decent) (comme Clockwork)
- High Beams (2013, Fools Gold Records)

### Single
- Trap on Acid (2012)
- Flood [alias Flood the Block] (2012)
- À cause de U (2013)
- Blitz (2013) (comme Clockwork)
- Infinite Daps (avec Baauer ) (2013)
- Tell Me (avec What So Not ) (2014)
- Champion (2014) (comme Clockwork)
- Infinite Mana (avec Congorock) (2014) (comme Clockwork)
- Core (2014)
- Rappel (avec Comment bien s'habiller) (2014)
- Scylla (2014)
- Kingpin (avec Big Sean ) (2014)
- Golden State (2015)
- Aurore (2016)
- Waiting (avec What So Not et Skrillex ) (2016)
- Reims (2017)
- Stay for It (avec Miguel ) (2017)
- Era (2017)
- I Wanna Know (avec Daya ) (2018)
- Undo (avec Jeremih et Tory Lanez ) (2018)
- Pression (2018)
- Fight Me Up (avec Miguel et Julia Michaels ) (2018)
- Arcus (avec Graves) (2019)

### Productions
- Tory Lanez - I-95 (coproduit avec Tory Lanez, Noah Breakfast et Grave Goods) de Lost Cause (2014)
- Tory Lanez - In For It (produit par RL Grime) (2014)
- Big Sean - Light It Up (avec 2 Chainz) [coproduit par Noah Breakfast] (2016)
- Joji - Test Drive (produit par RL Grime) (2018) [28]

### Remix
- Fat and Ugly - Indian Giants (2010)
- Para One - Nevrosis (2011)
- Dem Slackers - Swagger (2011)
- Chris Brown - Regardez-moi maintenant (2011)
- Cam'ron - Hey Ma (2011)
- Avicii - Niveaux (Clockwork Bootleg) (2011)
- Beastie Boys - Sabotage (Clockwork 2012 Bootleg) (2012)
- Joachim Garraud et Alesia - Hook (2012)
- Drake - Over (2012)
- Drake - Club Paradise (2012)
- Felix Cartal avec Miss Palmer - Black to White (2012)
- Autoerotique - Roll the Drums (2012)
- Steve Aoki avec Lil Jon et Chiddy Bang - Emergency (2012)
- Kanye West, Big Sean, Pusha T et 2 Chainz - Mercy (avec Salva) (2012)
- Zedd avec Matthew Koma - Spectrum (avec A-Trak ) (2012)
- Shlohmo - The Way U Do (2012)
- Dimitri Vegas & Like Mike avec Regi - Momentum (2012)
- Congorock avec Sean Paul - Bless Di Nation (2013)
- Benny Benassi & Pink is Punk - Perfect Storm (2013)
- Rihanna - Versez-le (2013)
- Benny Benassi présente The Biz - Satisfaction (2013)
- Sebastian Ingrosso et Tommy Trash avec John Martin - Reload (2013)
- Jamie Lidell - Quelle honte (2013)
- Chief Keef - Love Sosa (2013)
- Jack Beats avec Example et Diplo - War (2013)
- Kaskade et Project 46 - Last Chance (2014)
- Travis Scott et Young Thug - Skyfall (avec Salva ) (2015)
- The Weeknd - Les collines (2015)
- Flume - Ne soyez jamais comme vous X Aurora (2017)
- G Jones - Dans votre tête (2019) [29]